# Maxime Lehmann
Maxime Lehmann (genannt Max Lehmann; * 17. Dezember 1906 in Basel; † 24. April 2009) war ein französischer Fußballspieler schweizerischer Herkunft.

## Vereinskarriere
Der 176 Zentimeter große Mittelfeldspieler Lehmann, der meist auf der defensiven Mittelfeldposition oder auf der linken Seite aufgeboten wurde, spielte ab 1922 für den FC Basel, ehe er 1926 zum Lokalrivalen FC Concordia Basel wechselte. Er nahm an der Austragung der in mehrere Gruppen gegliederten Schweizer Meisterschaft teil, fand sich mit Concordia aber weit abgeschlagen in der Tabelle wieder. 1928 wechselte er zum französischen Hauptstadtverein Club Français Paris. Ein Jahr darauf erfolgte ein weiterer Wechsel, der ihn zum nahe der Grenze zur Schweiz angesiedelten FC Sochaux brachte. Mit Sochaux erreichte er die Qualifikation für die Erstaustragung der Division 1, die 1932 als landesweite erste Liga den Profifußball in Frankreich begründete. Er stand auf dem Platz, als der Verein am 11. September 1932 mit einer 1:3-Niederlage gegen den CA Paris in die neue Liga startete, blieb auch danach fester Bestandteil der ersten Elf und verpasste während der ersten Saison kein einziges Spiel. 
An seiner Rolle als unumstrittener Stammspieler änderte sich in den nachfolgenden Jahren nichts und so wurde er für alle 30 Begegnungen der Spielzeit 1934/35 berücksichtigt. An deren Ende konnte er gemeinsam mit seinen Teamkameraden den Gewinn des Meistertitels feiern. Dem folgten Jahre, in denen Sochaux den Ruf als Spitzenmannschaft festigen konnte und den Einzug ins nationale Pokalendspiel 1937 schaffte. Lehmann wurde im Finale aufgeboten und erreichte dank eines 2:1-Siegs seines Teams gegen Racing Strasbourg den Gewinn der Trophäe. 1938 holte er mit Sochaux ein weiteres Mal die Meisterschaft. Im selben Jahr verließ er Sochaux nach neun Jahren mit 149 Erstligapartien ohne Tor und ging in die Schweiz, wo er 1939 in den Kader des Erstligisten FC Biel-Bienne aufgenommen wurde. Mit diesem entging er in der ebenfalls professionell geführten Liga teils nur knapp dem Abstieg und blieb dem Verein treu, bis er 1944 mit 37 Jahren seine Profilaufbahn beendete. Später arbeitete er als Autohändler. Er starb 2009 im Alter von 102 Jahren. Vor seinem Tod war er der letzte Überlebende der Meistermannschaften von 1935 und 1938 gewesen.

## Nationalmannschaft
Lehmann erhielt 1932 die französische Staatsangehörigkeit und war damit für die Nationalelf der Franzosen spielberechtigt. Zu seinem Debüt für die Auswahl kam er am 24. Januar 1935, als der damals 28-Jährige bei einer 0:2-Niederlage in einem Freundschaftsspiel gegen Spanien aufgeboten wurde. Am 8. März 1936 bestritt er bei einem 3:0 gegen Belgien seinen zweiten und letzten Einsatz im Trikot Frankreichs.